# Galium lucidum
Espèce
Classification phylogénétique
Le Gaillet luisant (Galium lucidum) est une espèce de plante herbacée vivace du genre Galium et de la famille des Rubiacées.

## Habitats
Pelouses et rocailles xérophiles.